# David di Donatello per la migliore sceneggiatura straniera

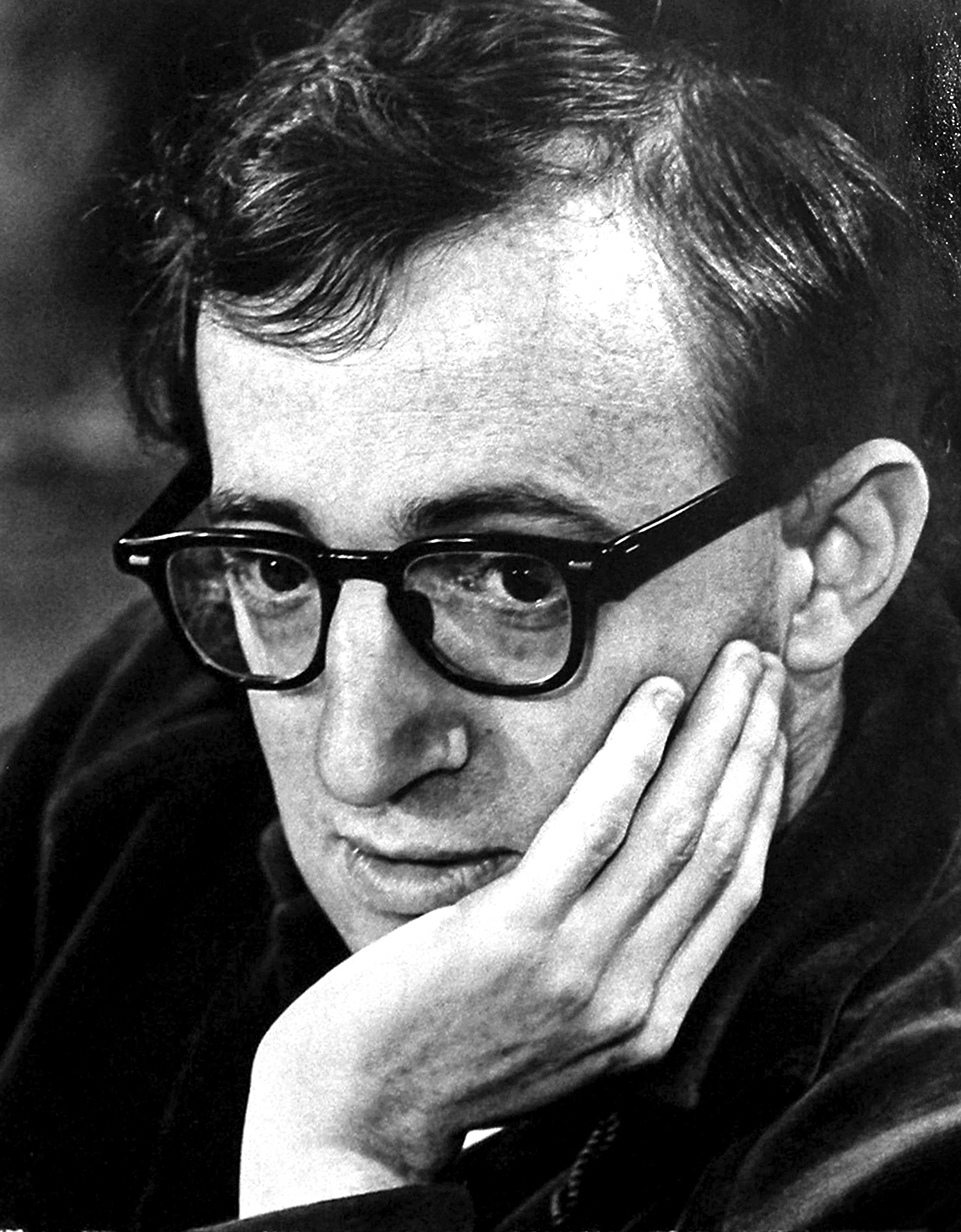
Woody Allen con tre premi su dodici edizioni, detiene il record di vittorie.

Il David di Donatello per la migliore sceneggiatura straniera è un premio cinematografico assegnato annualmente nell'ambito dei David di Donatello, a partire dall'edizione del 1979 fino a quella del 1990.

## Albo d'oro
- 1979: Terrence Malick - I giorni del cielo (Days of Heaven)
- 1980: Jay Presson Allen - Dimmi quello che vuoi (Just Tell Me What You Want)
- 1981: Jean Greault - Mon oncle d'Amérique
- 1982: Harold Pinter - La donna del tenente francese (The French Lieutenant's Woman)
- 1983: Blake Edwards - Victor Victoria (Victor Victoria)
- 1984: Ingmar Bergman - Fanny e Alexander (Fanny och Alexander)
- 1985: Woody Allen - Broadway Danny Rose (Broadway Danny Rose)
- 1986: Bob Gale e Robert Zemeckis - Ritorno al futuro (Back to the Future)
- 1987: Woody Allen - Hannah e le sue sorelle (Hannah and Her Sisters)
- 1988: Louis Malle - Arrivederci ragazzi (Au revoir les enfants)
- 1989: John Cleese - Un pesce di nome Wanda (A Fish Called Wanda)
- 1990: Woody Allen - Crimini e misfatti (Crimes and Misdemeanors)